# Annales Mathématiques Blaise Pascal
 (avril 2015).
Les Annales Mathématiques Blaise Pascal sont une revue de recherche en mathématiques éditée par le Laboratoire de Mathématiques Blaise Pascal de l’Université Clermont Auvergne (UMR 6620-CNRS).  C'est une revue à diffusion et comité de lecture international. Elle est diffusée par le Centre Mersenne pour l'édition scientifique ouverte.

## Historique
En 1959, sont créées les Annales de la faculté des sciences de l'université de Clermont. La revue est pluridisciplinaire mais se décline en volumes monodisciplinaires, dégageant ainsi des séries par disciplines. La série Mathématiques débute en 1962 avec un numéro contenant les actes du colloque de mathématiques réuni à Clermont en juin 1962 à l'occasion du tricentenaire de la mort de Blaise Pascal. En 1972, tout en conservant la même série de numérotation, la revue change de nom pour devenir Annales scientifiques de l'Université de Clermont. Le nom est de nouveau changé en 1978, la numérotation restant continuée : la revue s'appelle alors Annales scientifiques de l'université de Clermont II. En 1983, une nouvelle série est créée : la série Probabilités et applications. Progressivement, le contenu, constitué initialement de communications de chercheurs en majorité clermontois et d'actes de colloques, tend à devenir celui d'une revue de recherche (articles de différents auteurs qui ne sont plus nécessairement clermontois). Cette transformation est actée en 1994 par la naissance des Annales mathématiques Blaise Pascal.

## Publications
Il y a un volume (de deux numéros) par an. Ils comportent des articles présentant une avancée significative dans tous les domaines des mathématiques pures ou appliquées. Des comptes rendus de ces articles sont publiés dans Mathematical Reviews et Zentralblatt MATH.

## Diffusion
Les Annales mathématiques Blaise Pascal sont diffusées sous format papier par abonnement ou échange. Les articles sont disponibles librement et dès leur parution sur le site de la revue.

## Archives
- 1962-1992 : Archives des Annales scientifiques de l'université de Clermont. Série mathématiques.
- 1983-1991 : Archives des Annales scientifiques de l'université de Clermont-Ferrand 2. Séries Probabilités et applications.